# 15 lat
15 lat – jubileuszowy, kompilacyjny album zespołu Kombi, wydany w roku 1990 przez wytwórnię Polskie Nagrania „Muza”.

## Lista utworów
źródło:
Strona A
1. „Nietykalni – skamieniałe zło” (muz. Sławomir Łosowski – sł. Waldemar Tkaczyk) – 4:07
2. „Kochać cię – za późno” (muz. Sławomir Łosowski – sł. Waldemar Tkaczyk) – 4:45
3. „Black and White” (muz. Grzegorz Skawiński – sł. Jacek Cygan) – 3:45
4. „Tabu – obcy ląd” (muz. Sławomir Łosowski – sł. Waldemar Tkaczyk) – 3:22
5. „Jak pogodzić dwie strony” (muz. Grzegorz Skawiński – sł. Jacek Cygan) – 3:30

Strona B
1. „Gdzie tak biegniecie bracia” (muz. Sławomir Łosowski – sł. Jacek Cygan) – 4:40
2. „Za ciosem cios” (muz. Sławomir Łosowski – sł. Waldemar Tkaczyk) – 4:10
3. „Słodkiego miłego życia” (muz. Sławomir Łosowski – sł. Marek Dutkiewicz) – 4:45
4. „Nasze randez-vous” (muz. i sł. Waldemar Tkaczyk) – 4:50

bonusy CD
1. „Nie ma zysku” (muz. i sł. Waldemar Tkaczyk) – 3:50
2. „Karty śmierci” (muz. Sławomir Łosowski – sł. Marek Dutkiewicz) – 3:50
3. „Jej wspomnienie” (muz. i sł. Grzegorz Skawiński) – 4:05
4. „Czekam wciąż” (muz. Sławomir Łosowski – sł. Waldemar Tkaczyk) – 4:48
5. „Pamiętaj mnie” (muz. Sławomir Łosowski – sł. Marek Dutkiewicz) – 3:54
6. „Cyfrowa gra” (muz. Sławomir Łosowski) – 3:45

## Twórcy
Muzycy
- Grzegorz Skawiński – śpiew, gitara
- Sławomir Łosowski – instrumenty klawiszowe, programowanie
- Waldemar Tkaczyk – gitara basowa
- Jerzy Piotrowski – perkusja

Personel
- realizacja nagrań – Halina Jastrzębska-Marciszewska, Andrzej Lupa, Marian Ślusarczyk, Andrzej Sasin, Witold Trenkler
- redaktor – T. Grabowski
- projekt graficzny – Wiesław Grubba